# 周多明
周多明（1955年—），男性，甘肃高台人，汉族，中共党员，中华人民共和国政治人物、第十一届全国人民代表大会甘肃地区代表。

## 生平
周多明早年在甘肃省财贸学校财政专业就读，毕业后进入甘肃省财政厅任职，累官至该厅副厅长。后来空降地方，先后担任中共白银市委副书记、市人民政府市长，中共白银市委书记、市人大常委会主任。2006年回到兰州担任甘肃省财政厅厅长。2008年，担任全国人大代表，任期至2013年。
2011年，周多明当选为甘肃省人大常委会副主任，并于2013年连任，2018年届满卸任。